# Аплаху
Аплаху — місто й комуна в департаменті Куффо, у Беніні. Площа комуни становить 572 км². Станом на 2002 рік чисельність населення становила 116 988 чоловік.